# Сесар Евора
Сесар Евора Діас (ісп. César Évora Díaz; нар. 4 листопада 1959, Гавана) — кубинський і мексиканський актор театру, кіно та телебачення.

## Життєпис
Народився 4 листопада 1959 року у Гавані. Після закінчення школи вивчав геофізику, потім навчався у Кубинському інституті кінематографічного мистецтва (ICAIC). 1986 року роль шахіста Хосе Рауля Капабланки у радянсько-кубинському фільмі «Капабланка» зробила його відомим далеко за межами Куби. На початку 1990-х переїхав до Мексики, де почав активно зніматися у теленовелах компанії Televisa, ролі в яких принесли йому низку телепремій. 1999 року отримав мексиканське громадянство.
Актор є батьком трьох дітей — сина Рафаеля і дочки Маріанни від шлюбу з кубинкою, який завершився розлученням, та дочки Карли від другого шлюбу з мексиканкою Вівіаною Домінгес.
Двоюрідною сестрою йому доводиться кубинська письменниця Даїна Чав'яно.

## Фільмографія
| Рік       |   | Українська назва             | Оригінальна назва                  | Роль                                             |
| --------- | - | ---------------------------- | ---------------------------------- | ------------------------------------------------ |
| 1986      | ф | Капабланка                   | Capablanca                         | Хосе Рауль Капабланка                            |
| 1989      | ф | Красуня з Альгамбри          | La bella del Alhambra              | коханець Ракелі                                  |
| 1992      | ф | Гертрудіс                    | Gertrudis                          | Педро Адвінкула                                  |
| 1993—1994 | с | Дике серце                   | Corazón salvaje                    | Марсело Ромеро Варгас                            |
| 1996      | с | В полоні пристрасті          | Cañaveral de pasiones              | Амадор Монтеро                                   |
| 1996—1997 | с | Лус Кларіта                  | Luz Clarita                        | Маріано де ла Фуенте Гомес                       |
| 1998—1999 | с | Привілей кохати              | El privilegio de amar              | падре Хуан де ла Крус Веларде                    |
| 1999—2000 | с | Лабіринти пристрасті         | Laberintis de pasión               | Габріель Альмада                                 |
| 2000—2001 | с | Обійми мене міцніше          | Abrázame muy fuerte                | Федеріко Ріверо                                  |
| 2001—2002 | с | Джерело                      | El manantial                       | Рігоберто Вальдес                                |
| 2002      | с | Між коханням і ненавистю     | Entre el amor y el odio            | Октавіо Вільярреаль                              |
| 2002—2003 | с | Такі ці жінки                | Así son ellas                      | Луїс Авіла                                       |
| 2003—2004 | с | Нічна Маріанна               | Mariana de la noche                | Атіліо Монтенегро                                |
| 2005      | с | Мачуха                       | La madrastra                       | Естебан Сан-Роман                                |
| 2005      | с | Незаймана дружина            | La esposa virgen                   | Едмундо Ріваденейра                              |
| 2006      | с | Жорсткий світ                | Mundo de fieras                    | Габріель Сервантес-Браво / Деміан Мартінес Герра |
| 2007      | с | Кохання без макіяжу          | Amor sin maquillaje                | Педро Ріос                                       |
| 2010      | с | Тріумф любові                | Triunfo del amor                   | доктор Еріберто Ріос Берналь                     |
| 2010      | ф | Криваві тропіки              | Trópico de sangre                  | Антоніо де ла Маса                               |
| 2012      | с | Сміливе кохання              | Amor bravío                        | Діонісіо Феррер / Ектор Гутьєррес                |
| 2013      | с | Непокірне серце              | Corazón indomable                  | Алехандро Мендоса Касав'єха                      |
| 2013      | с | Шторм                        | La tempestad                       | Фульхенсіо Саласар                               |
| 2015      | ф | Денні Коллінз                | Danny Collins                      | Габріель                                         |
| 2016      | с | Амазонки                     | Las amezonas                       | Вікторіано Сантос                                |
| 2017      | с | Друге життя Естели Каррільйо | La doble vida de Estela Carrillo   | Вальтер Кабрера                                  |
| 2017      | с | В диких землях               | En tierras salvajes                | Артуро Отеро                                     |
| 2019      | с | Рінго                        | Ringo                              | Оскар Вільяр                                     |
| 2020      | с | Подолати страх               | Vencer el miedo                    | Орасіо Сіфуентес                                 |
| 2020      | с | Я даю тобі життя             | Te doy la vida                     | Нельсон Лопес                                    |
| 2021      | с | Що сталося з моєю родиною?   | Qué le pasa a mi familia?          | Хесус Рохас                                      |
| 2021      | с | S.O.S. Я закохуюся           | S.O.S me estoy enamorando          | Леопольдо Фернандес                              |
| 2022      | с | Останній король              | El último rey                      | Франсиско Манджарес                              |
| 2023      | с | Прости наші гріхи            | Perdona nuestros pecados           | Гектор Моралес                                   |
| 2023      | с | Шахти пристрасті             | Minas de pasión                    | Ігнасіо Вільямісар                               |
| 2024      | с | Утікачки, у пошуках волі     | Fugitivas, en busca de la libertad | Патрісіо                                         |
| 2024—2025 | с | Гірке кохання                | Amor amargo                        | Габріель                                         |

## Нагороди та номінації
TVyNovelas Awards
- 1994 — Номінація на найкращу чоловічу роль — відкриття (Дике серце).
- 1999 — Найкращий актор другого плану (Привілей кохати).
- 2000 — Номінація на найкращого актора другого плану (Лабіринти пристрасті).
- 2001 — Найкращий лиходій (Обійми мене міцніше).
- 2001 — Номінація на найкращу роль у виконанні заслуженого актора (Обійми мене міцніше).
- 2002 — Номінація на найкращого актора (Між коханням і ненавистю).
- 2004 — Найкращий лиходій (Нічна Маріанна).
- 2006 — Номінація на найкращого актора другого плану (Незаймана дружина).
- 2006 — Номінація на найкращого актора (Мачуха).
- 2007 — Найкращий лиходій (Жорстокий світ).
- 2012 — Найкраща роль у виконанні заслуженого актора (Тріумф любові).
- 2013 — Номінація на найкращого лиходія (Сміливе кохання).
- 2017 — Найкраща роль у виконанні заслуженого актора (Амазонки).

Palmas de Oro
- 2003 — Найкращий актор (Між коханням і ненавистю).
- 2004 — Найкращий лиходій (Нічна Маріанна).

TV Adicto Golden Awards
- 2019 — Найкраща роль у виконанні заслуженого актора (Рінго).

Bravo Awards
- 2000 — Найкращий лиходій (Лабіринти пристрасті).
- 2007 — Найкращий лиходій (Жорсткий світ).